# Евадна (дочь Ифия)
Евадна (др.-греч. Εὐάδνη) — персонаж древнегреческой мифологии. Дочь Ифия (или дочь Филака, или дочь Ифита). Жена Капанея, мать Сфенела. Оплакивает Капанея. Бросилась в его погребальный костер. Её самосожжение неоднократно упоминали античные поэты.
Действующее лицо трагедии Эсхила «Аргивянки» (фр.17 Радт), Еврипида «Умоляющие».